# パノラマ観光バス
パノラマ観光バス株式会社（パノラマかんこうバス）は、宮城県仙台市青葉区に本社を置く貸切バスおよび路線バス事業者である。

## 路線バス事業
- 富谷町民バス（現・富谷市民バス）の運行業務を運行開始当初より2013年（平成25年）度まで受託していた。
  - 運行開始当初は廃止代替バスとしての運行であったが、法律改正等に伴い2007年（平成19年）10月より一般路線バスとしての運行に切り替えた。

## 沿革
- 1972年（昭和47年）5月 - 宮城県桃生郡矢本町（現東松島市）にて株式会社矢本観光　設立
  - 小型3台で事業免許取得
- 1992年（平成4年）4月 - 会社名をパノラマ観光バス株式会社に改称
- 1993年（平成5年）9月 - 宮城郡松島町に本社移転
- 1997年（平成9年）4月 - 中型車増車（小型3台・中型1台）計4台
  - 10月 - 本社を現在地の仙台市青葉区小松島へ移転
- 2000年（平成12年）4月 - 大型車3台導入（大型3台・小型3台・中型1台）計7台
- 2001年（平成13年）4月 - 大型車1台増車（大型4台・小型3台・中型1台）計8台
- 2002年（平成14年）4月 - 富谷町民バス委託事業開始（2年契約）
- 2003年（平成15年）4月 - 大型車1台増車（大型6台・小型5台・中型3台）計14台
- 2004年（平成16年）4月 - 富谷町民バス委託契約更新（2年契約・中型2台・小型2台）
- 2006年（平成18年）4月 - 富谷町民バス委託契約更新（2年契約・中型2台・小型2台）
- 2007年（平成19年）10月 - 一般乗合旅客自動車運送事業免許の取得
  - 富谷町民バスの運行形態を貸切代替から一般路線バスに変更
- 2008年（平成20年）4月 - 富谷町民バス委託契約更新（1年契約・中型2台・小型2台）
- 2009年（平成21年）3月 - 中型2台減車・マイクロバス2台増車
  - 4月 - 富谷町民バス委託契約更新（1年契約・小型4台、2013年度まで）